# Пьячентини, Пио
Пио Пьячентини (итал. Pio Piacentini; 5 сентября 1846, Рим — 4 апреля 1928, Рим) — архитектор итальянского неоклассицизма начала XX века. Его сын — знаменитый римский архитектор Марчелло Пьячентини.

## Биография

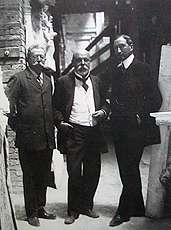
Слева направо: Гаэтано Кох, Манфредо Манфреди и Пио Пьячентини на стройке Витториано

Пио Пьячентини учился в римской Академии Святого Луки, где усвоил пуристские тенденции архитектуры Рима периода правления Папской областью Пием IX (1846—1878). Всю свою жизнь он работал в основном в самом Риме.
Как и его современники, Пио Пьячентини много внимания уделял конструктивным основам современной ему архитектуры. В возрасте тридцати лет он создал Церковь Святейшего Розария в Кастро-Преторио.
В 1878 году он выиграл конкурс на строительство Палаццо делле Эспозициони на Виа Национале в пышном неоклассицистически-барочном стиле, которое он начал проектировать в 1882 году (здание было торжественно открыто в 1883 году). Его сын Марчелло Пьчентини ходатайствовал перед Муссолини, чтобы избежать сноса необычного здания во время обновления плана города в 1930-х годах.
В 1885 году вместе с архитектором Джулио Де Анжелисом он начал работу над Палаццо делла Ринашенте (Палаццо Возрождения) в Ларго Киджи, строительство было завершено в 1920 году. В 1886 году он начал работу над дворцом на Виа Лукрецио Каро графа Альфонсо Мальвецци Кампеджи, переехавшего в Рим из Болоньи в 1869 году. Дворец впоследствии унаследует его сын, который женится на принцессе Гендалине Бонкомпаньи Людовизи.
В 1888 году, после строительства Корсо Витторио Эмануэле, Пио Пьячентини поручили разработать проект фасада Палаццо Чезарини Сфорца, также известного как Старая Канцелярия, в районе Парионе.
В 1902 году Пьячентини вместе с архитектором Джулио Подести отвечал за создание туннеля Умберто I на улице Виа Милано, который соединит улицу Национале с улицей Виа дель Тритоне и будет завершён в 1909 году. Пио Пьячентини был избран президентом Академии Святого Луки и некоторое время был директором Строительной службы муниципалитета Рима.
В 1905 году, после смерти архитектора Джузеппе Саккони, строившего Витториано (монумент королю Виктору Эммануилу II (Altare della Patria) в центре Рима, он вместе с Манфредо Манфреди и Гаэтано Кохом взял на себя руководство строительными работами (ранее в конкурсе на этот памятник он выиграл второй приз).
Он также приспособил здание на Корсо Умберто для размещения «Банко ди Рома». Его последней важной работой было строительство здания Министерства юстиции на Виа Аренула. В начале XX века Пьячентини создал или реконструировал и другие здания в центре Рима. Многие работы были прерваны в 1914 году с началом Первой мировой войны, но возобновлены позднее.

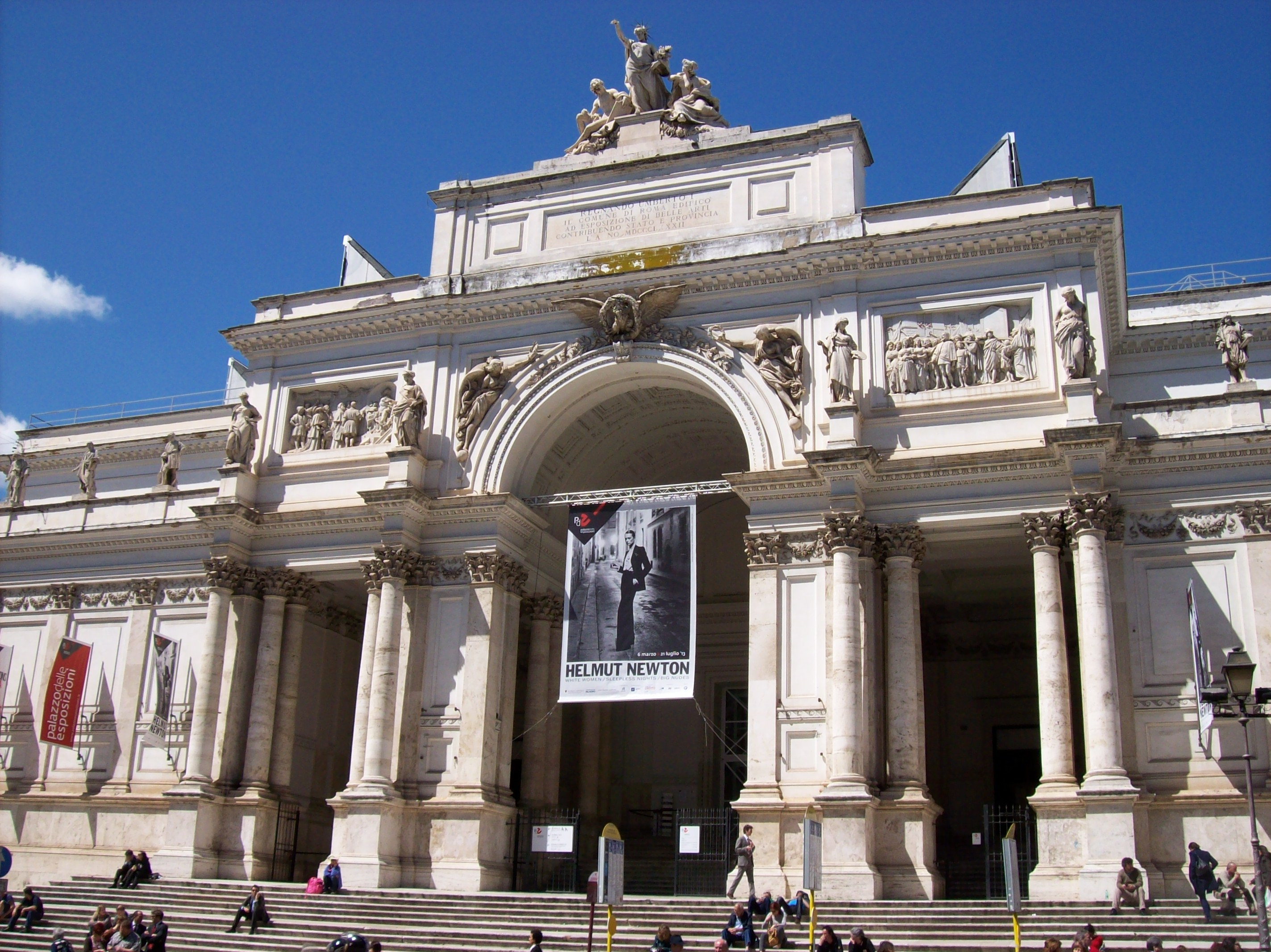
Палаццо делле Эспозициони на Виа Национале. 1882—1883
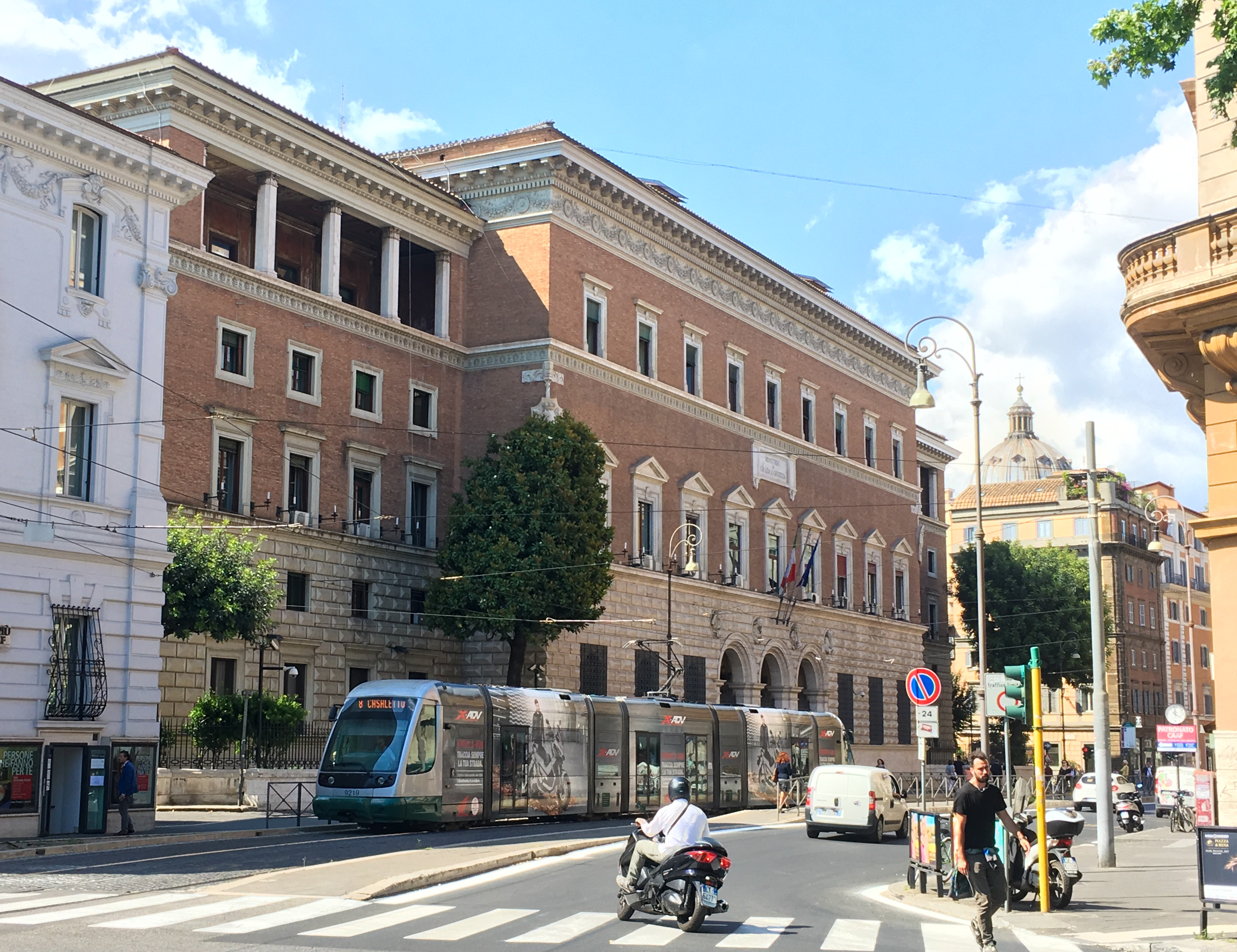
Здание Министерства юстиции на Виа Аренула
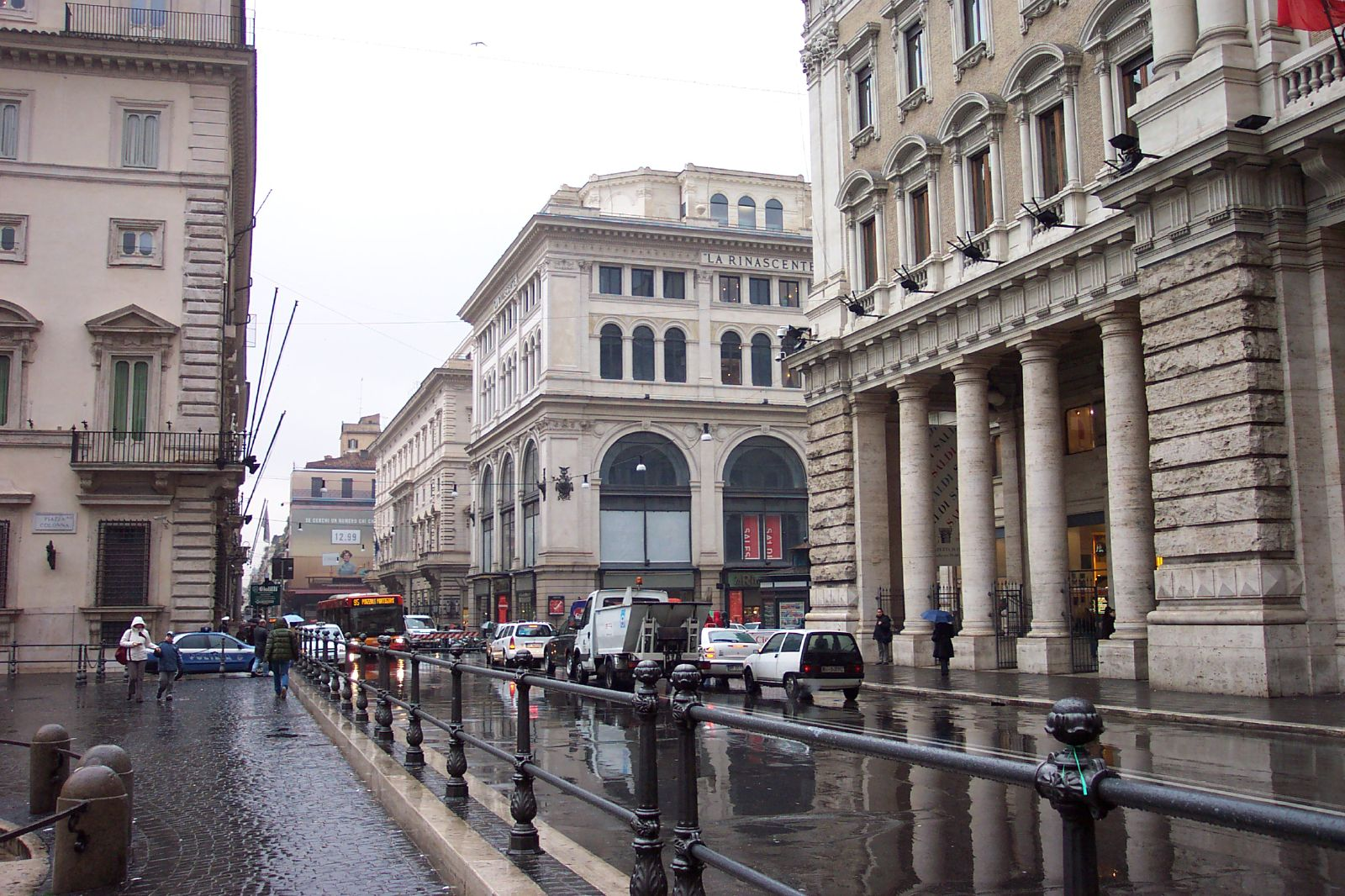
«Палаццо Возрождения» (в центре) на ул. Корсо. 1920
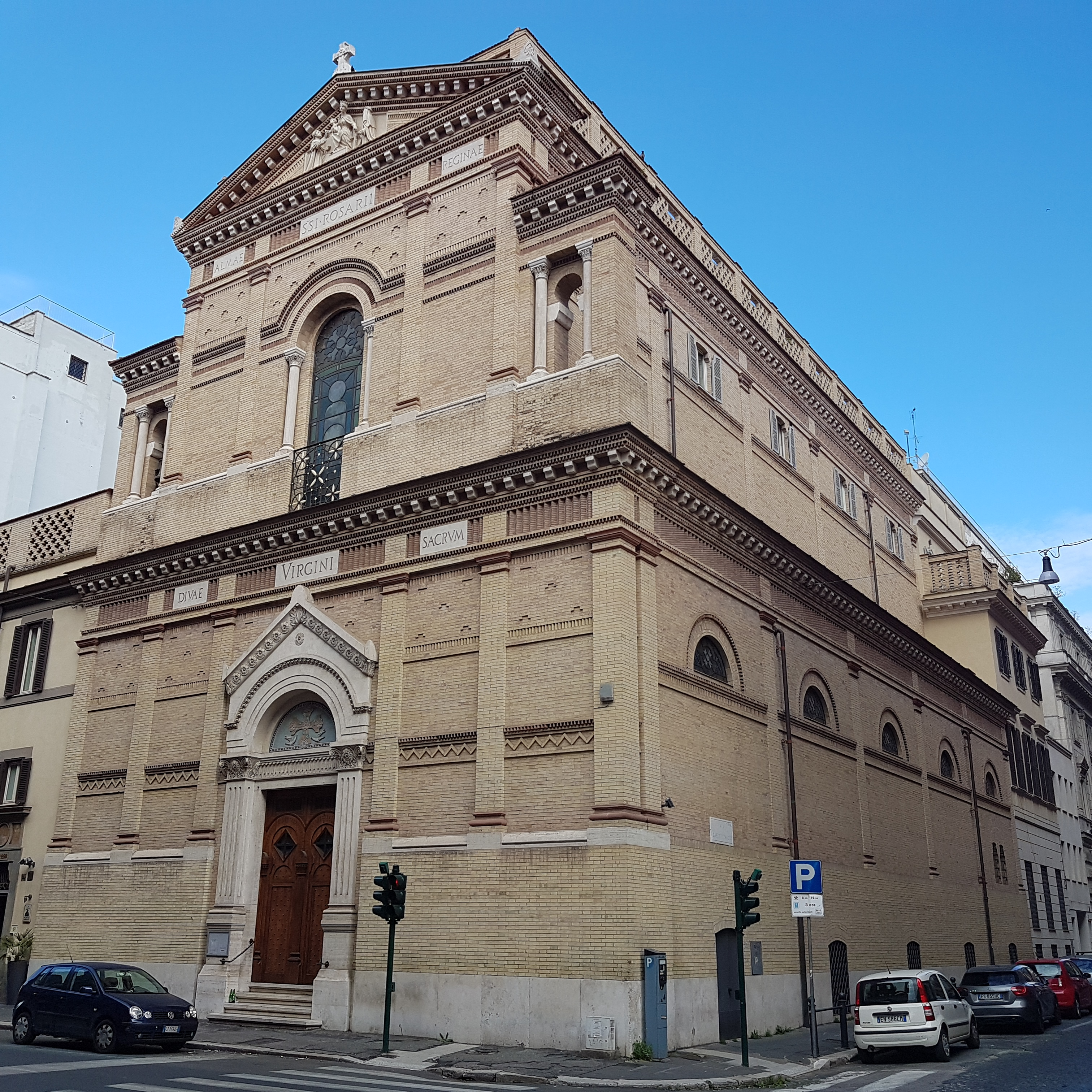
Церковь Санта-Мария-дель-Розарио-ди-Помпеи, Рим
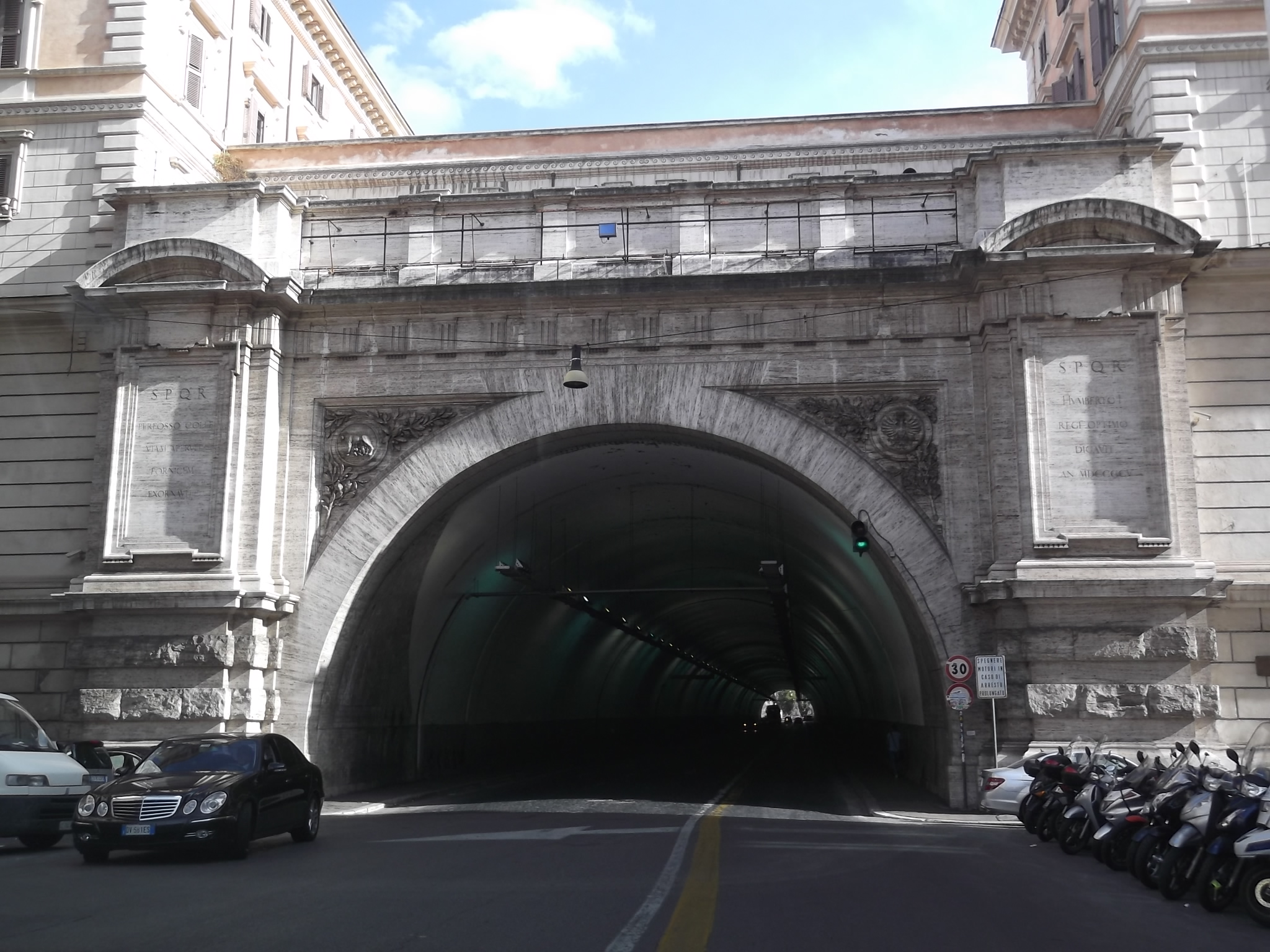
Туннель Умберто I на улице Виа Милано. 1902—1909